# Tim Lambrecht
Tim Daniel Lambrecht (Leuven; 15 de enero de 1998) es un baloncestista belga que pertenece a la plantilla del Stal Ostrów Wielkopolski  de la PLK polaca. Con 2,08 metros de estatura, juega en la posición de ala-pívot. 

## Trayectoria deportiva

### Profesional
Comenzó su andadura profesional en el BC Oostende de la liga belga. Allí ganó cuatro títulos de liga de forma consecutiva, así como otras tres copas de Bélgica, entre 2016 y 2018. En julio de 2019 fue cedido al Leuven Bears de su ciudad natal para la temporada 2019-20. Allí promedió 4,3 puntos y 4,4 rebotes por partido.
En junio de 2020 fichó por el también equipo belga del Spirou Charleroi por tres temporadas. Jugó finalmente dos temporadas, destacando la primera de ellas, en la que promedió 13,5 puntos y 7,7 rebotes por partido.
En julio de 2022 se comprometió con el BC Nevėžis de la LKL lituana. en su ñrimera temporada en el equipo fue uno de los jugadores más destacados, siendo elegido en dos ocasiones jugador del mes de la liga, en marzo y en abril.
El 7 de julio de 2023 firmó un contrato de un año con el también equipo lituano del Neptūnas Klaipėda.
El 14 de agosto de 2024 fichó por el Stal Ostrów Wielkopolski de la PLK polaca.